# Yoshito Usui
Yoshihito „Yoshito“ Usui (jap. 臼井 儀人, Usui Yoshito; * 21. April 1958 in Shizuoka, Japan; † 11. September 2009 am Berg Arafune in Shimonita, Kanra-gun, Präfektur Gunma) war ein japanischer Manga-Zeichner, der vor allem durch Crayon Shin-chan bekannt geworden ist.

## Leben
Yoshito Usui besuchte eine Oberschule in Kasukabe, wo er auch bis zu seinem Tod lebte, und begann nach seinem Abschluss 1977 eine Ausbildung an einer Fachschule für Design, die er jedoch vorzeitig abbrach und 1979 eine Stelle bei einer Werbeagentur annahm. Seinen ersten Manga als professioneller Zeichner veröffentlichte er 1987 im wöchentlich erscheinenden Manga-Magazin Manga Action, für das er in der folgenden Zeit hauptsächlich arbeitete. So erschien ab 1990 auch sein bislang größter Erfolg in diesem Magazin, Crayon Shin-chan. Der satirische Comedy-Manga, in dem es um den Alltag eines fünfjährigen Jungen geht, der seinen Eltern und seinen Mitmenschen das Leben zur Hölle macht, erregte in Japan viel Aufsehen, wurde als Anime-Fernsehserie mit bislang über 700 Folgen und 19 Kinofilmen umgesetzt und in zahlreiche Sprachen übersetzt. Ab 2003 lief der Manga in einem anderen Magazin des Futabasha-Verlags, dem Manga Town. 2010 wurde die Serie schließlich beendet, mit insgesamt 50 Bänden.
Trotz des riesigen Erfolges von Shin-chan, das oft, vor allem aufgrund des ähnlichen Zeichenstils, mit Momoko Sakuras Chibi Maruko-chan verglichen wird, fanden Usuis andere Werke kaum Beachtung.
Am 11. September 2009 kehrte Usui von einer Wanderung in der nahegelegenen Präfektur Gunma nicht zurück. Seine Leiche wurde am 19. September 2009 ca. 120 Meter unterhalb der Tomoiwa-Steilwand am 1423 m hohen Berg Arafune entdeckt und am 20. September 2009 unter Zuhilfenahme eines Helikopters geborgen.

## Werke
- Atashira Haken Queen (あたしら派遣クイーン, Atashira Haken Kuīn, dt. „Unsere Zeitarbeiterkönigin“)
- Crayon Shin-chan (クレヨンしんちゃん, Kureyon Shin-chan), seit 1990
- Darakuya Store Monogatari (だらくやストア物語, Darakuya Sutoa Monogatari, dt. „Die Geschichte des Darakuya-Ladens“)
- Hiraki Naotchau zo! (ひらきなおっちゃうぞ!, dt. „Der Wandschrank ist repariert!“)
- K.K. Kurubushi Sangyō 24-ji ((株)くるぶし産業24時)
- Mix Connection (みっくす・こねくしょん, Mikkusu Konekushon)
- OL Gumi (おーえるグミ, Ōeru Gumi)
- Scramble Egg (すくらんぶるえっぐ, Sukuramburu Eggu)
- Shiwayose Haken Gaisha K.K. (しわよせ派遣会社 (株), dt. „Die Problemweiterschieber-Zeitarbeitsfirma“)
- Super Mix (すぅぱあ・みっくす, Supā Mikkusu)
- Super Shufu Tsukimi-san (スーパー主婦月美さん, dt. „Super-Hausfrau Tsukimi“)
- Unbalance Zone (あんBaらんすゾーン, Anbaransu Zōn)
- Usui Yoshito Connection (臼井儀人こねくしょん, Usui Yoshito Konekushon)
- Usui Yoshito no Buchikama Theater (臼井儀人のぶちかまシアター, Usui Yoshito no Buchikama Shiatā)
- Usui Yoshito no Motto: Hiraki Naotchau zo! (臼井儀人のもっと ひらきなおっちゃうぞ!): Anthologie